# Eugenia uruguayensis
Eugenia uruguayensis är en myrtenväxtart som beskrevs av Jacques Cambessèdes. Eugenia uruguayensis ingår i släktet Eugenia och familjen myrtenväxter. Inga underarter finns listade i Catalogue of Life.